# Fort de Peigney
Le fort de Peigney, appelé brièvement fort Constance-Chlore, est un ouvrage fortifié faisant partie de la place fortifiée de Langres, situé au nord-est de la commune de Peigney, dans le département de la Haute-Marne.

## Historique
Le chantier de construction est lancé en 1869, presque terminé en 1870, puis partiellement remanié en 1874-1875. La construction des forts de Dampierre, de Plesnoy et de Montlandon, plus loin à l'est, le relègue en seconde position.
Par le décret du 21 janvier 1887, le ministre de la Guerre Georges Boulanger renomme tous les forts, batteries et casernes avec les noms d'anciens chefs militaires. Pour le fort de Peigney, son « nom Boulanger » est en référence à l'empereur romain Gaius Flavius Valerius Constantius, surnommé par les Français « Constance Chlore ». Le nouveau nom est gravé au fronton de l'entrée. Dès le 13 octobre 1887, le successeur de Boulanger au ministère, Théophile Ferron, abroge le décret. Le fort reprend officiellement son nom précédent, tout en gardant le nom Boulanger à son fronton.
Constance Ier, Gaius Flavius Constantius, dit Constance Chlore, est un empereur romain, né vers 250 et mort en 306. L'attribution de son nom à un fort est-elle consécutive à la magnanimité de cet empereur envers les chrétiens, ou bien faut-il en rechercher la raison dans les combats qu'il mena dans la province de Bretagne (l'actuelle Angleterre), ou pour sa victoire sur les Alamans (la guerre franco-allemande de 1870 était alors souvent assimilée aux invasions barbares) lors de la bataille de Peigney en 301 ?
Le fort est désarmé en 1915 pour envoyer ses pièces d'artillerie sur le front. En décembre 1917, le fort sert d'école des armes automatiques pour la Force expéditionnaire américaine. De 1941 à 1943, il a servi de camp d'internement pour les Tsiganes (« Centre de rassemblement des étrangers et des nomades »). À la fin de la Seconde Guerre mondiale, il a servi de camp pour des prisonniers allemands.
Après avoir été utilisé par la sécurité civile, le fort était acheté par la commune de Peigney en 2014. L'association « Fort de Peigney »s'occupe depuis 2014 de la restauration et mise en valeur du fort.

## Description

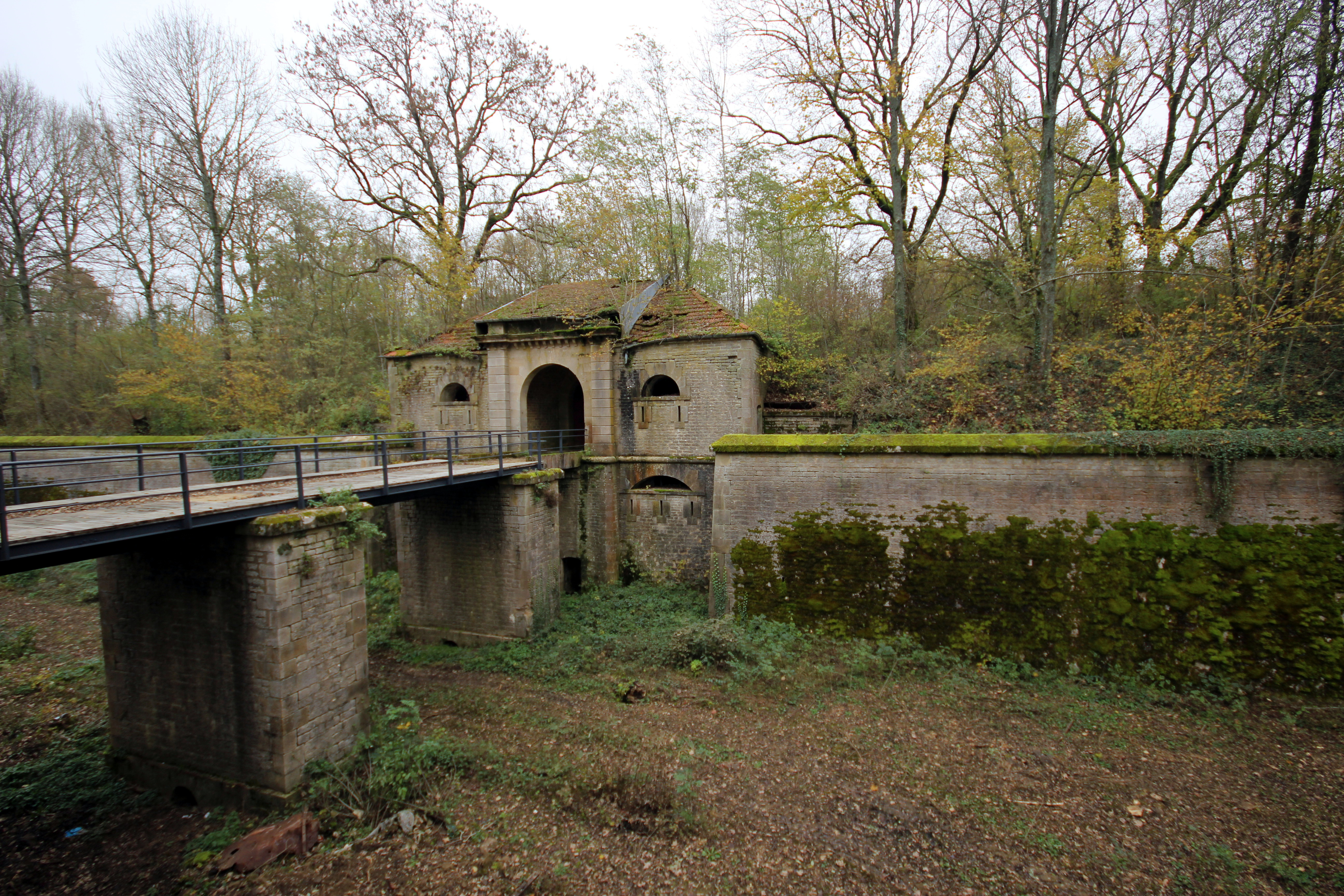
Vue d'ensemble de l'entrée du fort de Peigney.
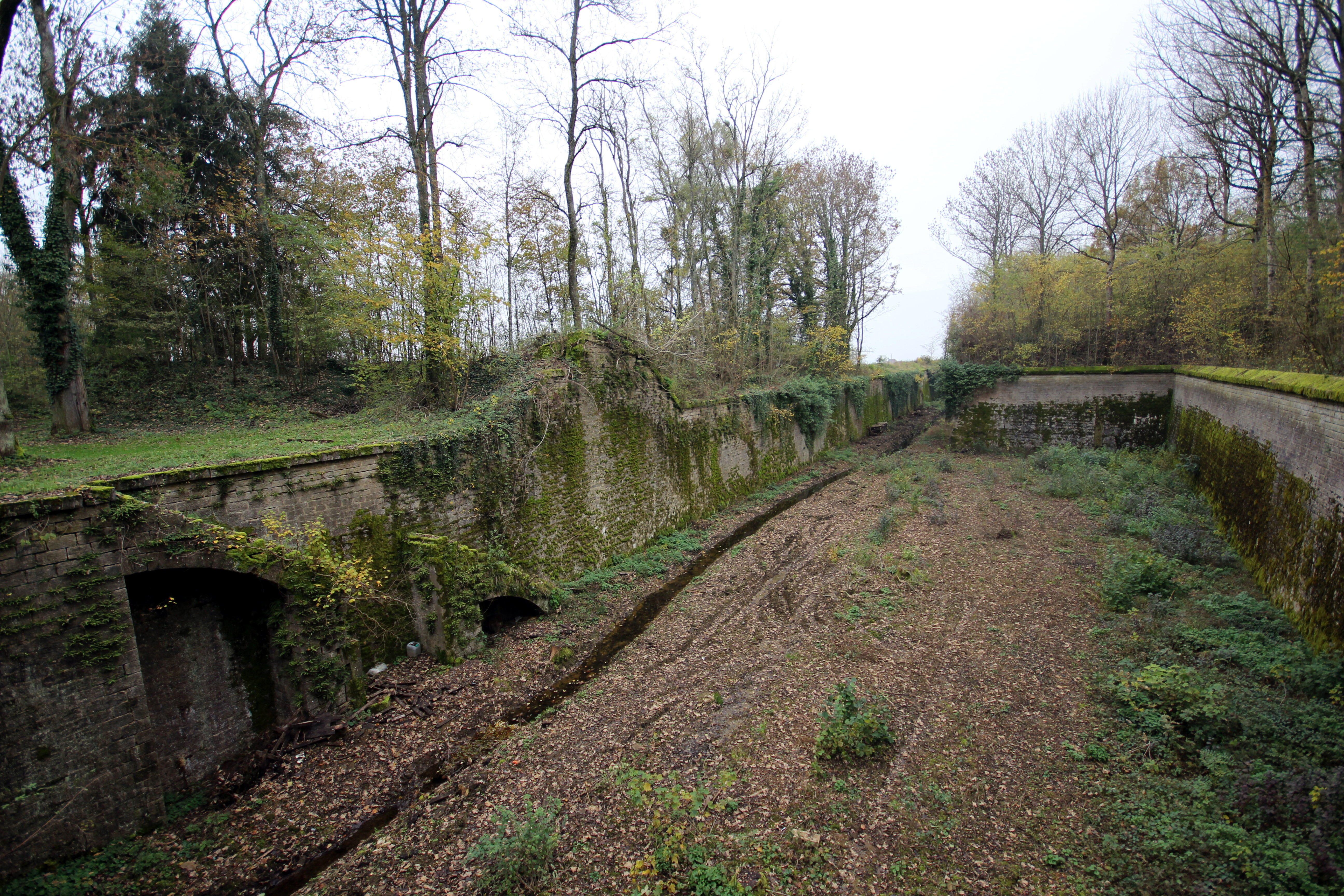
Le fossé entre les saillants du fort.
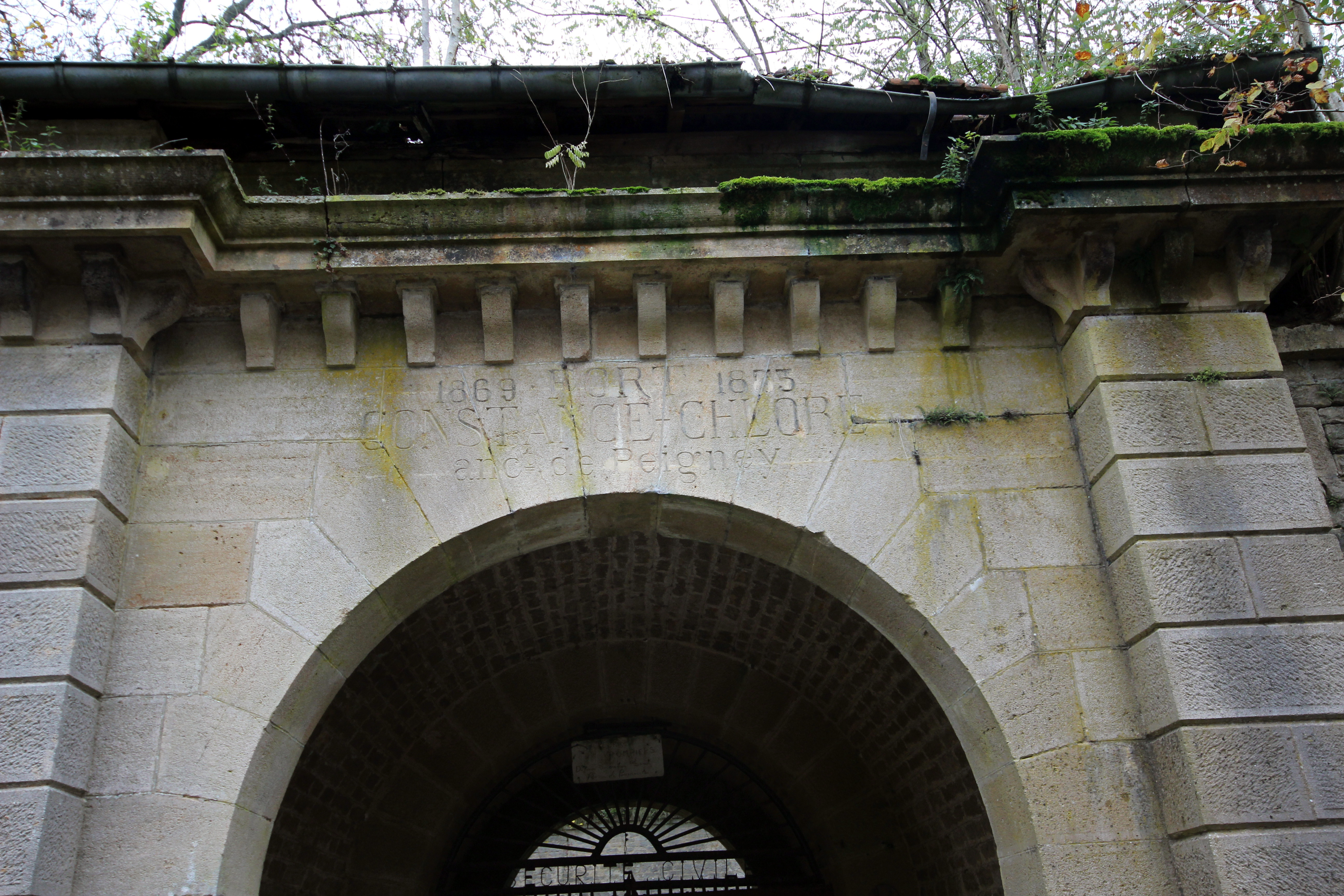
Détail de l'entrée du fort.

Le fort est implanté à l'est-nord-est de Langres. Il s'agit d'un des deux forts détachés en construction dans la place dès avant le conflit de 1870, avec le fort de la Bonnelle. En fait, il partage avec ce dernier toutes les dates depuis l'ordre d'étudier l'ouvrage jusqu'à l'achèvement des travaux. Situé à seulement trois km de la citadelle, il fut absorbé dans la nouvelle ceinture aménagée à partir de 1874. Il fut étudié dès 1866 et était en état de défense en 1870.

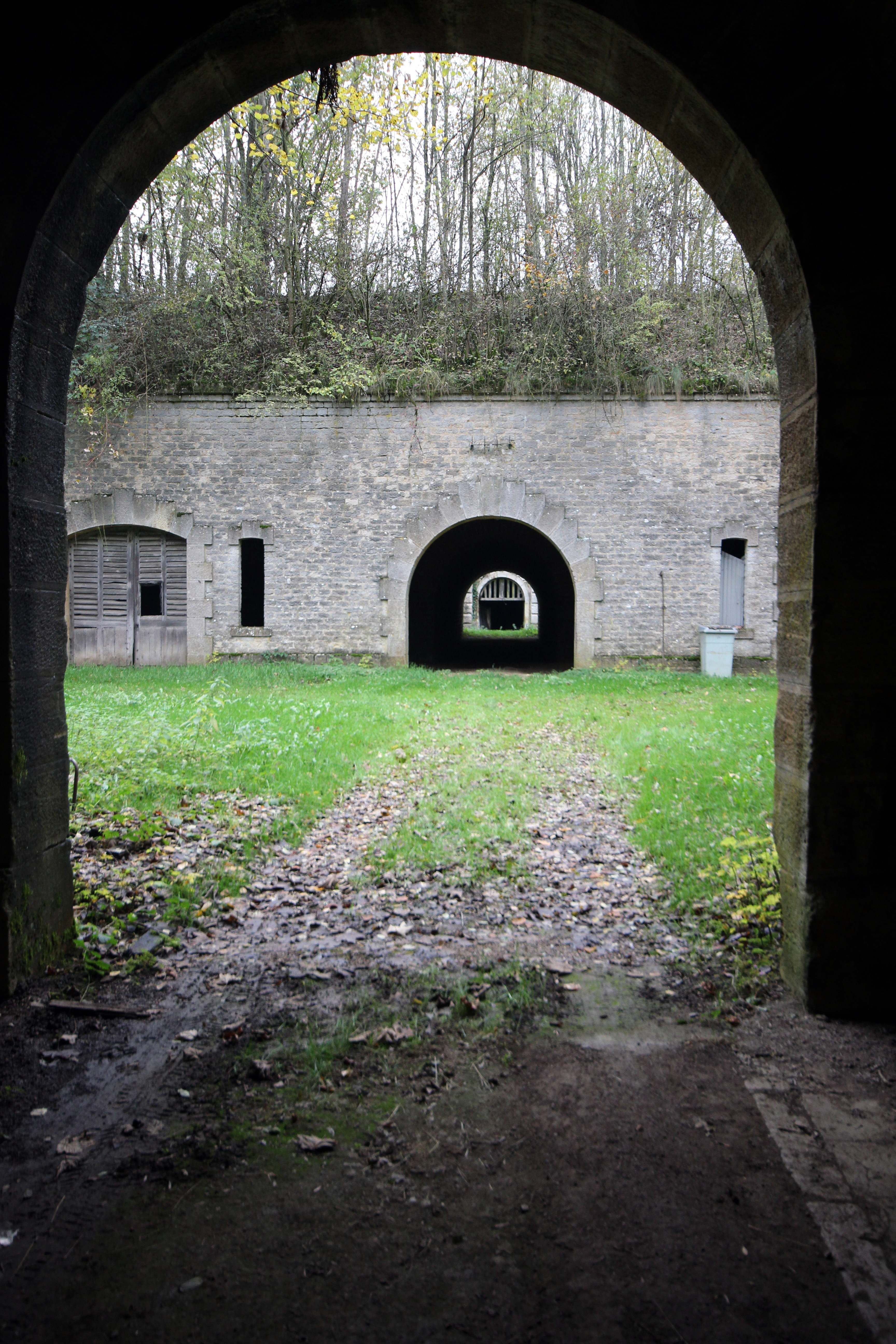
Vue sur la cour de fort de Peigney.

C'est un fort Séré de Rivières de première génération, construit en maçonnerie, avec une enveloppe bastionnée entourant un réduit à cavalier. Le fossé intérieur (entre l'enveloppe et le réduit) est défendu par six casemates de flanquement. Tout le périmètre relève très clairement du système bastionné mais sans aucun organe détaché, pas même une tenaille. Tout au plus trouve-t-on au-dessus de la contrescarpe un chemin couvert traversé. La fiche technique du génie, clôturée le 19 mars 1879, montre un plan des dessus du fort. Contrairement à celui de la Bonnelle, Peigney demeurera dans sa configuration initiale. Il était prévu pour 362 hommes et 49 pièces plus 22 en réserve. En temps de guerre la garnison était portée à 512 hommes. Le fort affecte la forme d'un trapèze avec bastions d'angle. On a ici affaire à un fort gigogne. Un réduit bastionné concentre toutes les œuvres vives de l'ouvrage. Tous les fronts, sauf celui de gorge, sont doublés d'une autre crête bastionnée épousant la forme du réduit et comprenant pour seules maçonneries de petites traverses-abris. Le fossé extérieur ne comporte aucun organe de défense, si ce n'est le chemin couvert couronnant la contrescarpe. Le réduit est séparé de la crête d'artillerie par de longues galeries de fusillade et des coffres enfilant les courtines de ce fossé intérieur. Le fossé de gorge ne pouvait être protégé que par les feux croisés provenant des dessus des flancs de la courtine, feux complétés, mais si peu, par des galeries de fusillade d'escarpe atteignant les saillants I et IV du réduit. Les deux jonctions de ce fossé intérieur avec le fossé extérieur sont barrées par des batardeaux coiffés de dames. Le bâtiment d'entrée du réduit ressemble extérieurement à celui de la Bonnelle.
Le porche d'entrée franchi, on débouche dans une première cour face à une ligne de quatorze magasins séparés par le passage de la capitale. Les magasins de la partie gauche comprennent tous un sous-sol. Un escalier-rampe ainsi qu'un large puits surmonté d'un fort crochet indique qu'il s'agit là vraisemblablement d'atelier et magasins de l'artillerie. Dans ce sous-sol, un des locaux présente l’inévitable dispositif commun partout à Langres mais resté inexpliqué : quatre saignées dans le sol tracées selon les diagonales du local aboutissent à un puisard central. Au-de-chaussée, les maçonneries du mur opposé à la façade de tous les magasins font immanquablement penser à des casemates à tir indirect. Seulement deux canons étaient néanmoins prévus pour ce rôle. De nombreuses huisseries dont de rares portes à persiennes fixes et des soupiraux en bois garnissent encore les ouvertures. Dans un des magasins, des inscriptions religieuses en gothique et certains symboles orthodoxes garnissent les murs. À quelques distances, à gauche et à droite de cette ligne de magasins, se trouvent les deux magasins à poudre du fort. Ces derniers sont en tous points identiques à ceux des saillants I et IV du fort de la Bonnelle. Ils ont une capacité unitaire d'une trentaine de tonnes. Au mur de celui de gauche, un soldat allemand a été esquissé. Le fort a-t-il servi de camp de prisonniers durant la Première Guerre mondiale ? Derrière les magasins à poudre s’annoncent les gaines menant aux galeries défensives des courtines des flancs du réduit. Ces galeries n'occupent qu'une moitié de leur courtine respective. Elles possèdent chacune un coffre équipé d'un canon de 12 culasse orienté vers le front de tête. Comme leur galerie de desserte servait aussi au transit des pièces d'artillerie vers la crête extérieure, une large porte débouche donc dans le fossé du réduit. Un second retrait, parallèle et bien en avant du créneau du 12 culasse dont il vient d'être question, abritait un canon-revolver dirigé lui aussi vers le front de tête, mais assurant au passage la défense rapprochée de la porte cochère par laquelle transitaient les attelages et les pièces. Les galeries défensives des saillants II et III sont plus longues, mais identiquement disposées sinon chacune possède un petit coffre orienté vers les batardeaux des saillants I et IV du réduit. Ainsi, pas moins de cinq (il convient d'ajouter celui au centre du front de tête) plans inclinés débouchaient dans le fossé entre réduit et enveloppe pour desservir les plates-formes d'artillerie de cette dernière.
En arrière du centre du front de tête, le casernement de la troupe aligne ses huit travées séparées en deux blocs de quatre par le passage en capitale, sur deux étages. Ce casernement propose au visiteur plusieurs maçonneries, surtout au niveau des puits de communication avec le cavalier d'artillerie. Ce dernier, composé de cinq traverses-abris et six plates-formes de tir, constitue le seul élément offensif du réduit. Toutes les autres pièces de rempart étaient disposées sur la crête de l'enveloppe. Cette dernière comptait dix traverses-abris, soit une à chacun des bastions I et IV et quatre, dont une enracinée, dans les bastions III et IV. Les escarpes et contrescarpes de cette enveloppe sont en terre coulante, sauf au niveau du fossé de gorge. La capitale traversant le casernement commence par une galerie très haute dans la partie supérieure de laquelle, reposant sur d'épaisses poutres métalliques, un imposant réservoir peut encore être observé. Dans chacun des retours d'aile de cette caserne se trouve un puits. Celui de droite possède encore le support en métal de sa pompe. Hormis l'escarpe du réduit qui apparaît très dégradé sur le front de tête, le fort est dans un bon état général. Le conservatoire du patrimoine naturel de Champagne-Ardenne avait ménagé la chèvre et le chou en veillant à garantir la quiétude des chiroptères en posant des grilles sur le magasin à poudre droit ainsi que sur la galerie d'escarpe du front III-IV, mais que les mêmes organes du flanc gauche étaient demeurés accessibles. Amateurs de fortifications et protecteurs de la nature y trouvent ainsi chacun leur compte. Peigney est un fort pour le moins atypique, sans pareil en France. C'est à croire que l'on a voulu mettre en pratique une nouvelle conception de fortification en présentant une crête d'artillerie détachée du réduit et coiffant un talus en terre coulante. Pourquoi le génie local a-t-il accepté ou choisi cela ? Ces deux forts mériteraient assurément une étude exhaustive.